# Martin Luthers Geburtshaus

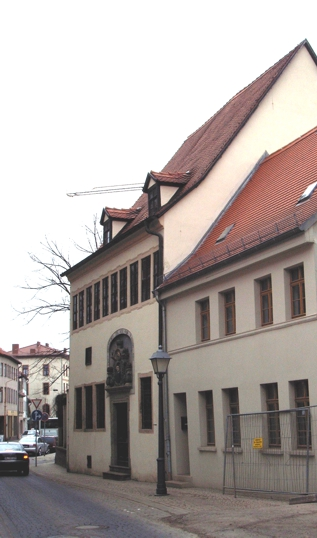
Heute als „Luthergeburtshaus“ bekanntes Memorialgebäude von 1693

Bei dem sogenannten Luther-Geburtshaus handelt es sich um ein Memorialgebäude in der Lutherstadt Eisleben für den christlichen Reformator Martin Luther, der an dieser Stelle am 10. November 1483 geboren worden sein soll. 1693 erbaut, gehört es zu den ältesten Museen Deutschlands und ist seit 1996 UNESCO-Welterbe. Es befindet sich in der Lutherstraße 16. Der historische Name der Lutherstraße lautete bis 1872 Lange Gasse.

## Geschichte

### Luther in Eisleben
Martin Luther lebte als Säugling nur die ersten Wochen in Eisleben. Seine Eltern waren auf der Durchreise von Möhra nach Mansfeld, wo sein Vater als Hüttenmeister arbeiten wollte. Trotz seines nur kurzen Aufenthalts fühlte sich Martin Luther zeitlebens seiner Geburtsstadt Eisleben und dem Ort seiner Taufe eng verbunden. Auch wenn er hier nie fest wohnte, so besuchte er immer wieder die Stadt, zum letzten Mal 1546, als er einen Streit zwischen den Grafen von Mansfeld schlichten wollte und konnte, jedoch dann am 18. Februar 1546 im Haus von Barthel Drachstedt am Markt 56 verstarb.

## Baugeschichte

### Das Original-Luthergeburtshaus

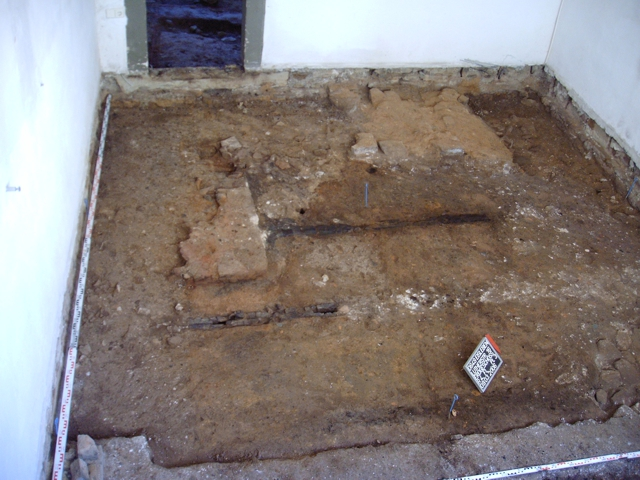
Überreste des 1689 abgebrannten originalen Luther-Geburtshauses in Eisleben: Verkohlte Dielenbalken (in der Mitte mit Zapfenlöchern) und ein Lehmfußboden. Links ein durch den Neubau von 1693 teilzerstörtes leicht erhabenes Fundament eines Kachelofens

Der an gleicher Stelle wie das Memorialgebäude befindliche Vorgängerbau brannte 1689 bei einem Stadtbrand bis auf die Grundmauern nieder. Bei Ausgrabungen im Jahr 2006 unter Leitung von Christian Matthes wurden seine Überreste im Inneren des Memorialgebäudes freigelegt. Unter dem heutigen Fußboden lagen unter Bauschutt verschüttet verkohlte Balken als Lager für einen Dielenboden sowie ein durch Hitzeeinwirkung rot gebrannter Lehmfußboden. Während die Keramikfunde die Fußböden in das 14. bis 15. Jahrhundert, also auch in die Lutherzeit, datierten, ergab die Radiokohlenstoffdatierung eines Balkens ein Alter von um 1500 oder 1600 an, so dass ein nachträglicher Fußbodeneinbau um 1600 oder ein Neubau um 1500 nicht vollkommen ausgeschlossen werden kann. Wahrscheinlich handelt es sich aber wirklich um Überreste des originalen Luther-Geburtshauses. Die Außenmauern des abgebrannten Gebäudes wurden beim Bau des Memorialgebäudes 1693 abgetragen. Zapfenlöcher für Ständerbalken in einem verkohlten Bodenbalken belegen jedoch eine Innenunterteilung des Gebäudes durch eine Fachwerkwand. Ferner wurde eine Ofenplatte gefunden. Das Original-Luthergeburtshaus besaß vermutlich eine Größe von ca. 10 × 6 m mit einem hofseitigen Anbau im Osten von ca. 4 × 4 m. Da sich unterhalb der Brandreste Gewölbekeller befinden, müssen diese ebenfalls zum originalen Baubestand gezählt werden. Ausgrabungen im Umfeld des Gebäudes belegen, dass das Luther-Geburtshaus in einem vorstädtischen Milieu mit handwerklichem Charakter errichtet worden war. Es gehörte nicht der Familie Luther, sondern war nur für einige Wochen zur Geburt aufgesucht worden, bevor die Familie nach Mansfeld weiterzog.
Bis 1689 befand sich das Original-Geburtshaus in privaten Händen. Doch schon frühzeitig wurde es zu einem Ort der Lutherverehrung. Bereits im 16. Jahrhundert wurde eine Holztafel mit dem Porträt und der Aufschrift: „Anno 1483 ist Doctor Martinus Luther in dem Hause geborn und zu S. Peter gedauft.“ aufgehängt. Gegen Ende des 17. Jahrhunderts verfiel das Geburtshaus jedoch zusehends und eine Schankwirtschaft wurde eingerichtet. Dem Eislebener Magistrat missfiel die Erscheinung des Hauses und er entschloss sich, die Holztafel wieder abhängen zu lassen. Kurze Zeit später brannte das Gebäude in einem Stadtbrand nieder. Die Holztafel wurde aber als „Bildnis des unverbrannten Luthers“ wichtige Reliquie bei der Verehrung des Reformators und wurde im 19. Jahrhundert herangezogen, um fälschlicherweise nachzuweisen, dass noch das Erdgeschoss des Nachfolgebaus im Original erhalten sei. Nach dem Stadtbrand 1689 zwang der Magistrat die Eigentümerin Marie Friedrich das Haus an die Stadt zu verkaufen, indem er ihr die sonst nach Stadtbränden üblichen Wiederaufbaukredite verwehrte.

### Das Memorialgebäude von 1693

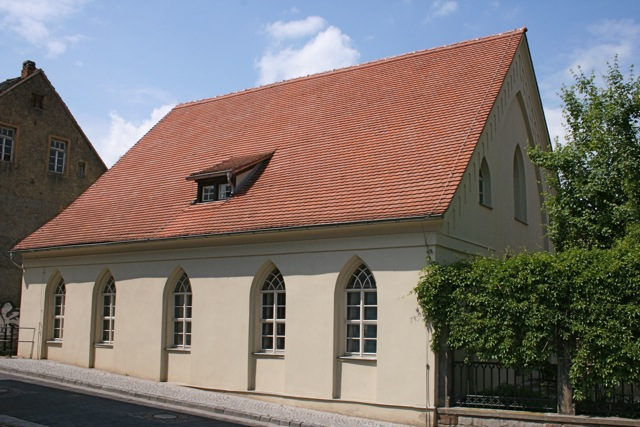
Die Armenschule von 1817

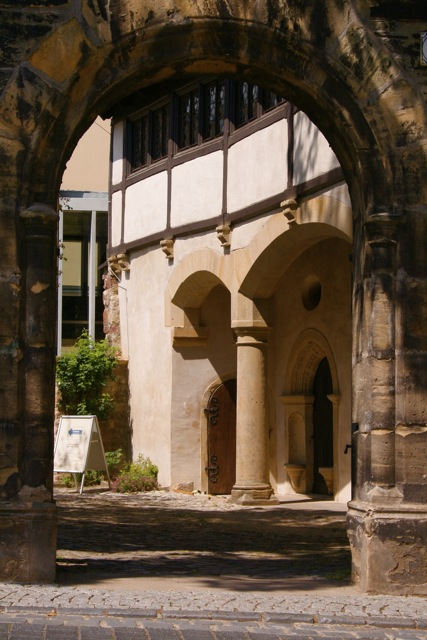
Der Hof des Geburtshauses. 1876 von dem Architekten Friedrich August Stüler errichteter Anbau mit Arkaden

Anstelle des kleinen Vorstadthauses wurde 1693 ein repräsentatives Memorialgebäude errichtet. Es hielt sich nicht an die Größe und Raumaufteilung des originalen Luthergeburtshauses. Somit sind sämtliche seit dem 19. Jahrhundert gebräuchlichen Raumzuweisungen wie „Geburtszimmer“ falsch, werden in der 2007 neu erstellten Ausstellung als „Installation“ (der Lebenswelt Luthers) aber wieder aufgegriffen.
Bemerkenswert ist bei dem Memorialgebäude, dass in der Barockzeit renaissancezeitliche Bauelemente an der Fassade und im Hof verwendet wurden, um das Gebäude älter erscheinen zu lassen. Die neben der Eingangsdiele befindlichen Räume im Erdgeschoss wurden als Armenschule genutzt. Im Obergeschoss lag die dazugehörende Lehrerwohnung. Im ersten Stock wurde Luthers gedacht, insbesondere der „Schöne Saal“ mit seiner bemalten Decke und seinen Porträts bildete dabei einen repräsentativen Rahmen. Unter dem preußischen König Friedrich Wilhelm III. fanden ab 1817 Umbauten im Gebäude statt und die Sammlung wurde erweitert. Die Armenschule wurde in einen Neubau im Hinterhof und die Lehrerwohnung in ein Seitenflügelgebäude im Westen des Hofs verlegt, so dass das Haus einen stärker musealen Charakter erhielt. 1864 wurde unter dem Architekten Friedrich August Stüler das östliche Nachbargebäude aufgekauft und 1867 abgerissen, um das Memorialgebäude freizustellen und einen Garten anzulegen. Im Ostgiebel wurden Fenster eingebrochen und der Seitenflügel wieder abgerissen. Hofseitig ließ er eine flachbogige Doppelarkade mit Fachwerkaufsatz im ersten Stock vor das Gebäude setzten. Ab 1891 beherbergte das Obergeschoss die Archäologische Sammlung des Eislebener Altertumsvereins.

### Nach der Wende
Seit 1997 gehören beide Gebäude zur Stiftung Luthergedenkstätten in Sachsen-Anhalt.
Weitreichende Umgestaltungen erfolgten zwischen 2005 und 2007. Dabei wurde das Geburtshaus saniert und restauriert. Alle Fremdkörper und Nebenfunktionen, die im Laufe der Zeit für die Museumsnutzung hinzugefügt worden waren, wurden dabei entfernt. Das direkt angrenzende Wohnhaus in der Lutherstraße wurde hinzu erworben und mit dem Geburtshaus verbunden. Zwischen diesem und der Armenschule im hinteren Hofbereich errichtete man auf einem weiteren Nachbargrundstück ein modernes zweigeschossiges Verbindungsgebäude. Im Ergebnis entstand ein hufeisenförmiger Komplex; die Ausstellungsfläche wurde um 500 auf 700 Quadratmeter vergrößert (Architekt Jörg Springer, Berlin). Am 8. Mai 2010 erhielt die Umgestaltung durch das Büro Springer Architekten den BDA-Architekturpreis „Nike“ in der Kategorie „beste Raumbildung“.

## Die Ausstellung
Die 2007 eröffnete Dauerausstellung trägt den Titel Von daher bin ich – Martin Luther und Eisleben und ist der Familie des Reformators gewidmet. Daneben wird die Bergbautätigkeit des Vaters und die Frömmigkeit der Zeit dargestellt.